# Markanvisning
Markanvisning är en option för till exempel ett byggföretag att under en viss tid och på vissa villkor ensam få förhandla med en kommun om förutsättningarna för att uppföra ny bostadsbebyggelse eller att genomföra annan exploatering inom ett visst markområde.
Enligt lag ska en kommun som genomför markanvisningar anta riktlinjer för utformningen av dessa. Riktlinjerna ska ange
1. utgångspunkter och mål för överlåtelser och upplåtelser av markområden för bebyggande,
2. hur markanvisningar används för att följa kommunens handlingsplan för bostadsförsörjningen enligt lagen (2000:1383) om kommunernas bostadsförsörjningsansvar,
3. handläggningsrutiner och grundläggande villkor för markanvisningar, och
4. principer för markprissättning.